# Du mouvement et de l'immobilité de Douve
Du mouvement et de l'immobilité de Douve est un recueil de poésies d'Yves Bonnefoy publié en 1953. 
Le recueil est divisé en cinq sections : Théâtre, Derniers Gestes, Douve parle, L'Orangerie et Vrai Lieu, au sein desquelles des textes très courts, parfois sans titre, alternent avec des poèmes en plusieurs parties.
L'épigraphe de Hegel donne quelques-unes des clés de l'ouvrage : « Mais la vie de l'esprit ne s'effraie point devant la mort et n'est pas celle qui s'en garde pure. Elle est la vie qui la supporte et se maintient en elle. » Le poète chante la mort mais aussi la permanence et le retour de la vie à travers un personnage nommé Douve. Être multiple, Douve est humaine, animale, minérale, c'est même une « lande résineuse endormie près de moi ». Yves Bonnefoy s'inspire encore des techniques surréalistes qu'il met en œuvre, non pour s'éloigner de la réalité mais au contraire pour se rapprocher de la nature sous toutes ses formes, dans une quête du « vrai lieu » qui clôt le recueil. Bonnefoy fait subir à l'alexandrin une véritable torsion dans certains poèmes du recueil. L'alexandrin, cet outil qui extrait des essences (un Absolu) est une fuite devant la mort. La poésie de Bonnefoy devient alors tentative d'habiter le monde sans prendre en compte l'Idéal, l'Absolu, Dieu ; cette tentative passe par la prise de conscience de la mort.

## Réception critique
Lire Du mouvement et de l’immobilité de Douve est une épreuve. La question du sens des poèmes est posée avec une certaine rudesse dès la première page de ce livre déroutant, voulu tel par son auteur pourtant « épris de lucidité  »… Il ne s’agit pas en effet ici d’un jeu gratuit, non plus que d’un emploi insouciant de l’écriture automatique par exemple, même si cet obscurcissement délibéré puise à l’évidence dans une certaine expérience surréaliste qui fut celle du jeune Yves Bonnefoy… En dépit de la résistance du texte, une juste lecture est-elle possible, et qui s’avèrerait intellectuellement satisfaisante, à même de comprendre et d’interpréter les détails ? Ou faut-il s’enfoncer dans ces poèmes comme dans la nuit, ainsi que semblait le souhaiter Jean-Pierre Richard ?
(...)
Pour reprendre les mots de Bonnefoy lui-même dans sa conférence de 1959 sur « L’acte et le lieu de la poésie », « la cérémonie de l’obscur est la fatalité de toute œuvre  », et c’est à une telle cérémonie que nous sommes conviés. À l’instar des héroïnes tragiques, Douve « n’apparaît que pour disparaître  », à ceci près que l’enjeu du poème n’est pas de la sacrifier pour la purifier, mais tout au contraire d’ouvrir à travers elle un accès à une autre simplicité, une autre vérité, celle de la présence : « ouverture tentée dans l’épaisseur du monde », ainsi que le formule le dernier vers de cette section.
Jean-Michel Maulpoix